# Quebrada Honda (Perú)
La quebrada Honda es un valle de alta montaña de origen glaciar, ubicado en la Cordillera Blanca, dentro del parque nacional Huascarán en la provincia de Carhuaz, región Áncash, Perú.

## Geografía
Es uno de los valles con mayor longitud del área protegida. Con unos 30 km de longitud, su entorno geográfico alberga varias lagunas glaciares, de las que destaca Minoyo. Está flanqueada por las grandes formaciones montañosas del Copa (6.122 m s. n. m.), Huantsan y el Perlilla o Copap.
Es recorrida por la carretera local Vicos-Minoyo y el sendero de Portachuelo de Honda, antiguo camino de herradura que comunica Vicos con Chacas, en la región de Conchucos.
El territorio de la quebrada Honda es administrado por la comunidad campesina de Vicos y dentro ella, se llevan a cabo operaciones mineras artesanales desde hace unos 100 años. Su explotación ha sido cuestionada por la contaminación del río Quebrada Honda y la degradación del valle y glaciares cercanos.